# مفارقة الحفاظ على الصحة
مفارقة الحفاظ على الصحة بين الإناث والذكور، تُعرف أيضًا بمفارقة الوفيات والمراضة أو المفارقة بين الجنسين، تعرف بأنها الظاهرة التي تعاني فيها النساء حالات طبية وإعاقة أكثر خلال حيواتهن، لكنهن وبشكل غير متوقع يعشن لفترة أطول من الرجال. تشير هذه المفارقة إلى أن النساء يتعرضن لنسبة أكبر من المراضة «الأمراض» تقابلها نسبة منخفضة من معدلات الوفاة «الوفيات» مقارنة بالرجال، وهو أمر استثنائي، إذ إن المتعارف عليه أن الإصابة بالمرض يزيد من احتمالية الوفاة.  إلا أنّه في هذه الحالة، يكون جزء السكان المعرضين للمزيد من الأمراض والعجز هو الجزء الذي يعيش لفترة أطول.

## الخلفية والتاريخ
وردت مفارقة الحفاظ على الصحة بين الإناث والذكور على نحو موثوق في الأدب ووُثقت منذ القرن الثامن عشر في سجلات التاريخ الأوروبية. تعود آخر السجلات المتعلقة بالرجال الأوروبيين الذين تجاوزت أعمارهم أعمار النساء في هولندا إلى عام 1860 وفي إيطاليا إلى عام 1889. وتعود أقدم السجلات للنساء اللاتي تجاوزت أعمارهن أعمار الرجال في السويد إلى عام 1751 وفي الدنمارك إلى عام 1835 وفي كل من إنجلترا وويلز إلى عام 1841. أظهرت البيانات من عام 1887 وحتى عام 1930 أن الإناث اللاتي تتراوح أعمارهن بين 5 و 25 عامًا في ولاية ماساتشوستس واجهن الوفاة على نحو غير متكافئ مقارنة بالذكور بسبب الأمراض المعدية. مع التحسينات في الوقاية من الأمراض المعدية والعلاج والقضاء على الجدري نحو السبعينيات، انخفضت معدلات الوفيات في كلا الجنسين. في ذلك الوقت، بلغ متوسط العمر المتوقع للإناث ذروته أيضًا في الولايات المتحدة إذ كان من المتوقع أن تعيش الإناث ثماني سنوات أكثر من الذكور. منذ السبعينيات، بدأت فجوة العمر المتوقعة بين الإناث والذكور تنخفض في الولايات المتحدة وغرب أوروبا.
على الرغم من الحاجة إلى استكمال المزيد من الأبحاث، افتُرض أن هناك مكونًا «اجتماعيًا نفسيًا وحيويًا» يسبب هذه المفارقة. بمعنى آخر، يختلف الرجال والنساء في العوامل البيولوجية والسلوكية والاجتماعية التي تسبب مفارقة الحفاظ على الصحة بين الذكور والإناث.
تشمل العوامل البيولوجية النفسية الاجتماعية التي افتُرض أنها تسبب هذا التناقض الجينات والاختلافات الهرمونية والاختلافات المناعية والتكاثر والأمراض المزمنة والإعاقة والاحتياطي الفيزيولوجي والأنشطة الخطرة، وإدراك المرض وسلوك الإبلاغ عنه، واستخدام الرعاية الصحية وأدوار الجنسين والقيمة الاجتماعية والعجز المادي.
يربط العلماء التناقض بين صحة الذكور والإناث في البقاء على قيد الحياة بمفهوم الضعف، وهو الضعف الذي يعانيه كبار السن من السكان تجاه النتائج الصحية السلبية. يُعد ميل المسنين إلى الضعف موضوع بحث جديدًا في ضوء التدخلات العلاجية الجديدة التي تهدف إلى تحسين صحة كبار السن مثل التغذية الصحية والتمارين البدنية والتدريب العقلي والتدخلات متعددة الأساليب الشاملة لجميع هذه المقومات.

## العوامل المؤثرة

### عوامل الخطر والسلوكيات
تساهم المعدلات المختلفة لاستخدام الكحول والتبغ من قبل الرجال والنساء في المفارقة في البلدان المتقدمة. يمتنع المزيد من النساء عن الكحول لمدى الحياة، ويشربن كميات أقل ولديهن مشاكل شرب أقل مقارنة بالرجال، ومع ذلك، تميل المزيد من النساء إلى الإصابة بالاضطرابات المتعلقة بالكحول وأعراض الانسحاب بسبب الاختلافات في الحرائك الدوائية والهرمونات الجنسية.
وبالمثل، لاحظت مراجعة عن اضطراب تعاطي المخدرات «إس يو دي» الفروق بين الجنسين بيولوجيًا وفي علم الأوبئة وفي علاج اضطراب تعاطي المخدرات. كانت النساء بشكل عام مصابات بنتائج سلبية أكثر شدة، لكن المآل بعد العلاج بين الرجال والنساء لم يختلف. ومع ذلك، بسبب تضارب نتائج اضطراب تعاطي المخدرات الناشئة، هناك حاجة لدراسات مستقبلية لتأكيد ما إذا كانت المكونات البيولوجية والبيئية تؤثر على الفروق بين الجنسين بخصوص اضطراب تعاطي المخدرات.
وقد ذُكر أيضًا أنه بينما يعاني الرجال ظروفًا مرتبطة بالتدخين أكثر من النساء، فإن النساء يواجهن صعوبة أكبر في الحفاظ على الإقلاع عن التدخين أكثر من الرجال. ومع ذلك، أظهرت مراجعة حديثة نتائج مختلطة حول سلوك التدخين، وأن العوامل الحيوية والنفسية والاجتماعية قد تكون أكثر تأثيرًا من الفروق بين الجنسين. بالإضافة إلى ذلك، تستخدم نسبة أعلى من الرجال خيارات التبغ البديلة لتحل محل السجائر، وقد تنحرف المقارنات القائمة على النوع الاجتماعي عن الفشل في التقسيم العشوائي الطبقي في مجموعات العلاج.

### الأمراض
يُعد الرجال أكثر عرضة للإصابة بأمراض القلب والسرطان والسكتة الدماغية من النساء. هذه الأمراض هي السبب الرئيسي للفجوة بين الجنسين في متوسط العمر المتوقع.
على الرغم من إصابة الرجال بحالات أكثر فتكًا مثل أمراض القلب الإقفارية وسرطان الرئة وتليف الكبد وحوادث المرور والانتحار، فإن النساء يعانين من حالات حادة ومزمنة غير مميتة.
تُعزى غالبية ميزة البقاء على قيد الحياة للإناث إلى الفروق في معدلات الوفيات بين الرجال والنساء الذين تتراوح أعمارهم بين 50-70 عامًا بسبب اختلاف معدلات الإصابة بأمراض القلب والأوعية الدموية. في حين أن النساء يبلغن عن المزيد من الأعراض ويعانين ارتفاع معدل الإصابة بأمراض الجهاز العضلي الهيكلي وأمراض المناعة الذاتية، فإن الرجال لديهم معدلات مبكرة وأعلى من أمراض القلب والأوعية الدموية، بعد تعديل البيانات الخاصة بالفجوة المتوقعة في متوسط العمر. تشير دراسات أخرى إلى أن النساء يعانين معدلات أعلى من أمراض القلب والأوعية الدموية، بينما لا تأخذ في الحسبان النساء اللاتي لديهن متوسط عمر أطول. وجدت مراجعة حديثة أن النساء المصابات بأمراض القلب التاجية أكبر سناً بشكل عام ولديهن مخاطر قلبية وعائية أكثر من الرجال المصابين بأمراض القلب التاجية. في حين أن الرجال لديهم ما يقارب ضعف معدل الإصابة بأمراض القلب التاجية والوفيات المرتبطة بها، فإن النساء يتعرضن أكثر للإصابة مع تقدم العمر.
تعاني النساء أيضًا ارتفاع معدلات الإصابة باضطرابات المناعة الذاتية مقارنة بالرجال، تقول إحدى الفرضيات إن هرمون التستوستيرون يسهل تثبيط المناعة لدى الرجال، ما يقلل من احتمالية تكوين الرجال لأجسام مضادة ذاتية يمكنها استهداف أجسامهم، ما يؤدي إلى الإصابة بأمراض المناعة الذاتية.
أبلغت معظم البلدان عن معدلات أعلى للإصابة بأمراض الكلى المزمنة لدى النساء مقارنة بالرجال. ومع ذلك، قد يرجع الاختلاف في معدلات مرض الكلى المزمن إلى إطالة العمر المتوقع للمرأة، إذ تنخفض وظائف الكلى مع تقدم العمر. على الرغم من تشخيص المزيد من النساء المصابات بمرض الكلى المزمن، فإنه من بين الأفراد الذين جرى تشخيص إصابتهم بمرض الكلى المزمن والذين لا يخضعون لعلاج غسيل الكلى، يظهر الرجال معدلات وفاة أعلى مقارنة بالنساء. اقترحت الدراسات التي تبحث في الفروق بين الجنسين في أمراض الكلى أن الرجال يفقدون وظائف الكلى بشكل أسرع من النساء. يُفترض أن هذا قد يكون بسبب التأثيرات الوقائية لهرمون الاستروجين والآثار الضارة لهرمون التستوستيرون على الكلى، أو بسبب الا
ختلافات في نمط الحياة بين الرجال والنساء.